# 안나 파블로바
안나 파블로브나(마트베예브나) 파블로바(러시아어: Анна Павловна (Матвеевна) Павлова, Anna Pavlovna (Matveyevna) Pavlova, 1881년 2월 12일 ~ 1931년 1월 23일)는 러시아의 발레리나이다.
처음에 마린스키 극장에서 발레를 전공하였다. 1906년 전문 발레리나가 되어 국내와 유럽 각지에서 공연을 하여 높은 평가를 받았다. 인도, 중국, 일본 등지에서도 순회공연하였다.